# Список Перших секретарів ЦК Компартії Естонської РСР
У статті подано Список перших секретарів ЦК Комуністичної партії Естонської РСР
Естонія як одна з 15 союзних республік мала формальні ознаки державності, однак усі ключові рішення приймались центральною владою СРСР у Москві. Політична влада належала Естонській комуністичній партії, що була територіальною організацією КПРС. Розпорядчу владу реалізовувала Рада міністрів, а парламент — Верховна рада ЕРСР — був суто декоративним органом.
Урядові органи працювали під контролем і керівництвом Комуністичної партії Естонії.

## Перші секретарі ЦК Компартії Естонії
У 1940–1990 роках керівниками Компартії Естонії й фактичними керівниками Естонської РСР були:
- Карл Сяре (червень 1940–1943)
- Микола Каротамм (28 вересня 1944 — 26 березня 1950)
- Йоганнес Кебін (26 березня 1950 — 26 липня 1978)
- Карл Вайно (26 липня 1978 — 16 червня 1988)
- Вайно Вяльяс (16 червня 1988 — 23 березня 1990)

1990 року положення про керівну роль Компартії було скасовано, дозволено утворення політичних партій. На виборах до Верховної ради перемогу здобули не комуністичні сили, і влада Компартії Естонії на тому скінчилась. Головою Верховної ради Естонської РСР 15 березня 1990 року був обраний колишній голова Президії Верховної ради Арнольд Рюйтель вже як незалежний політичний діяч, а прем'єр-міністром 8 травня 1990 став один із лідерів Народного фронту Едгар Савісаар.